# L'Île d'outre-monde
L'Île d'outre-monde est la quinzième histoire de la série Natacha, écrite par Marc Wasterlain, dessinée par François Walthéry et mise en page par Will. Elle est publiée pour la première fois dans le journal Spirou en 1983, du numéro no 2347 au numéro no 2359.

## Synopsis
Un pyromane irrécupérable monte à bord d’un vol commercial sur lequel travaille l’hôtesse de l’air Natacha. L’avion est victime d’un incendie et s’écrase en mer. Bien que tous les passagers soient sauvés, Natacha et son collègue Walter dérivent et échouent sur une île apparemment déserte.
Le duo tente de survivre sur cette île sauvage, en évitant dans un premier temps les profondeurs de la jungle. Leur isolement dure deux longues années, durant lesquelles ils développent une stratégie de survie. Finalement, poussés par la nécessité de signaler leur présence, ils s’aventurent vers un piton rocheux afin d’y allumer un feu. C’est alors qu’ils découvrent qu’ils ne sont pas seuls...
Une fois sauvés, les deux héros embarquent à bord d’un navire... où se trouve à nouveau le pyromane, toujours aussi obsédé par le feu. Une nouvelle catastrophe s'annonce.

## Personnages principaux
- Natacha : héroïne de la série, hôtesse de l’air téméraire et attachante.
- Walter : collègue et complice régulier de Natacha, personnage récurrent.
- Le pyromane : passager dérangé, dont l’obsession pour le feu provoque les incidents.
- L’habitant de l’île : personnage énigmatique et menaçant rencontré dans la seconde partie du récit.

## Contexte de création
L’album marque une évolution dans le ton de la série, plus dramatique et psychologique. L’histoire, co-construite avec Marc Wasterlain, fait la part belle à l’ambiance de huis clos insulaire et au mystère.
La participation de Will à la mise en page se ressent dans certaines compositions plus atmosphériques, avec un style proche de la ligne claire teintée de réalisme.

## Publication

### Prépublication
L'histoire paraît dans Spirou en 1983, du no 2347 (9 juin 1983) au no 2359 (1er septembre 1983), avec un rythme hebdomadaire.

### Album
L'histoire a été éditée en album cartonné aux éditions Dupuis, sous le numéro 15 de la série.

## Analyse
L’Île d’outre-monde revisite le mythe de l’île déserte à la manière d’un Robinson Crusoé moderne, en y ajoutant des éléments de thriller psychologique et de bande dessinée d’aventure. Le thème de la folie (incarnée par le pyromane), celui de la survie, et le passage du temps sont des motifs centraux.

### Documentation
- « Quelques vérités sur François Walthéry », dans Natacha t. 4 : Passeport pour l'enfer, Dupuis, 2010 (ISBN 978-2-8001-4706-2), p. 3-18.